# Rollin S. Woodruff

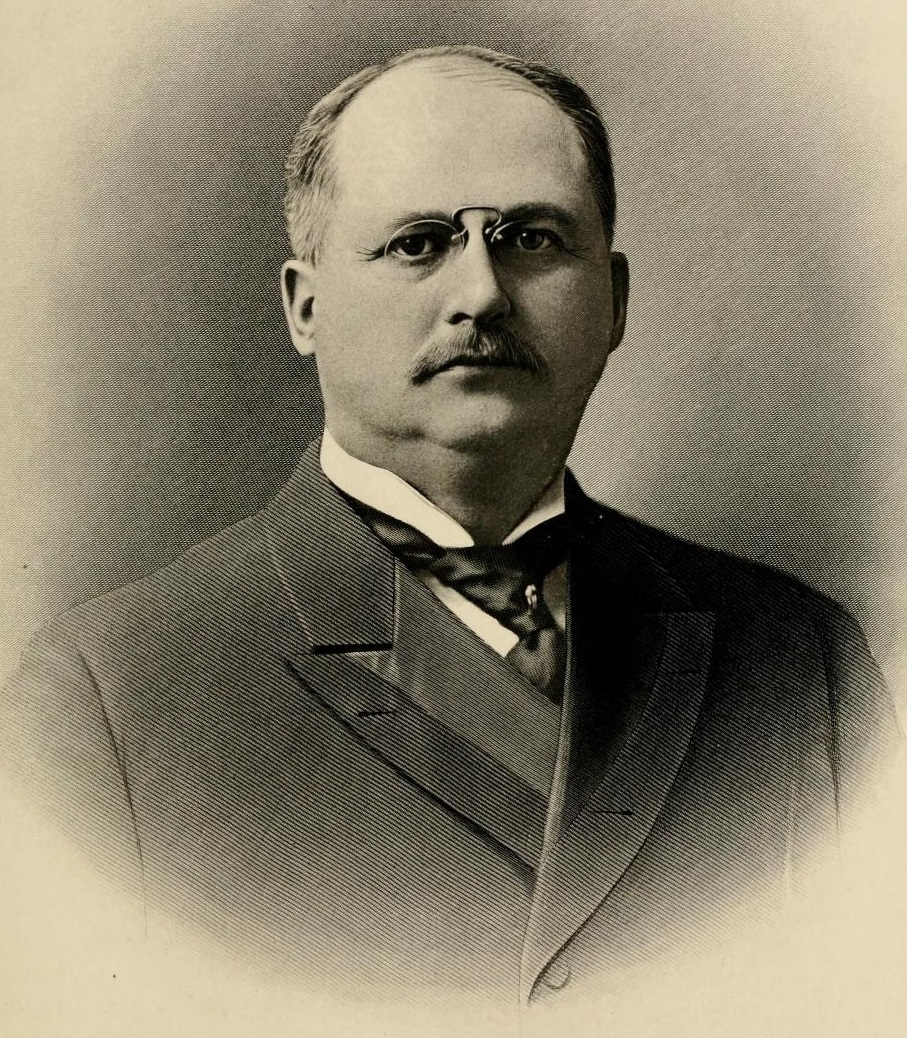
Rollin S. Woodruff.

Rollin S. Woodruff, född 14 juli 1854, död 30 juni 1925, var en amerikansk politiker och guvernör i Connecticut.

## Tidigt liv
Woodruff föddes i Rochester, New York, 1854. Han fick inte mer än grundläggande utbildning från Rochesters offentliga skolor. Han lyckads trots detta skapa sig en framgångsrik karriär inom affärsvärlden. Han blev direktör i många bolag och var direktör för New Havens handelskammare från 1905 till 1907.

## Politisk karriär
Woodruff var medlem i Republikanerna. Han blev ledamot och talman av Connecticuts senat 1903 och hade kvar den posten till 1905. Han blev viceguvernör i Connecticut 1905 under guvernören Henry Roberts, även han republikan. Den posten satt Woorduff kvar på i en mandatperiod, till 1907.

## Guvernör
Efter sin period som viceguvernör blev Woodruff guvernör i Connecticut, en post som han tillträdde den 9 januari 1907. Under sin mandatperiod lade han in sitt veto mot flera lagförslag, när han ansåg att delstatens finansiella system eller budget behövde det. Han slutade som guvernör den 6 januari 1909 och efterträddes av partikamraten George L. Lilley.

## Senare år
Sedan han hade lämnat uppdraget som guvernör, fortsatte Woodruff att vara aktiv affärsman. Han blev medlem av Union League Club. Han var också medlem av New Haven Young Men's Republican Club.
Han avled den 30 juni 1925, vid en ålder av 70 år.